# Walter Donald Douglas
Walter Donald Douglas (ur. 21 kwietnia 1861, zm. 15 kwietnia 1912) – amerykański kierownik, który podróżował pierwszą klasą na pokładzie Titanica z żoną Mahalą i pokojówką Berthe Leroy w kabinie C-86.

## Wczesne życie i przedsiębiorstwo
Douglas urodził się w Waterloo w stanie Iowa, jako dziecko George'a Douglas'a i Margaret Boyd Douglas. Cała rodzina wyemigrowała do Stanów Zjednoczonych. George Douglas był Szkotem, a Margaret Boyd Irlandką. Ojciec był jednym z założycieli firmy Quaker Oats.
Po ukończeniu szkoły średniej, Douglas uczęszczał do Akademii Wojskowej w Faribault w stanie Minnesota. Ożenił się Lulu Camp w dniu 19 maja 1884 roku, z którą miał dwóch synów, Edwarda Bruce'a i Campa George'a. Lulu zmarła w grudniu 1899 roku, a osiem lat później, 6 listopada 1907 Douglas wziął ślub z Mahalą Dutton.
Douglas i jego brat George założyli firmę Douglas Starchworks. Miał też udziały w branży naftowej w Minneapolis, produkcji pod nazwą spółki Ford Midland Oil, która została sprzedana w 1899 roku przekształcając się ostatecznie w Daniels Midland Company Archer. W 1899 roku, po sprzedaży swojego biznesu Ford, Douglas został partnerem z Piper, Johnson & Case, firmy zboża, gdzie pozostał aż do przejścia na emeryturę w 1912 roku. Douglas był związany z kilkoma firmami, w tym kanadyjskich Monarch Lumber Company i Saskatchewan Land Company Valley. Był także akcjonariuszem, członkiem zarządu i jednym z dyrektorów Empire Elevator Company. Również członkiem zarządu firmy Quaker Oats. Klasyfikował się też do dyrektorów First National Bank w Minneapolis.

## Na pokładzie Titanica
Douglas, który przeszedł na emeryturę z dniem 1 stycznia 1912 r., znany był jako Kapitan Przemysłu. Zgromadził on fortunę w wysokości 4 milionów dolarów. On i jego żona spędzili trzy miesiące w Europie poszukując mebli do swojego nowego domu w pobliżu jeziora Minnetonka przed dokonaniem rezerwacji powrotu do Stanów Zjednoczonych na pokładzie Titanica. Douglas zmarł w lodowatej wodzie, a jego ciało zostało odzyskane przez okręt CS Mackay-Bennett i sprowadzone do miasta Cedar Rapids (Iowa), w celu pochówku w mauzoleum rodzinnym na cmentarzu Oak Hill Cemetery. Jego żona przeżyła zatonięcie wraz z pokojówką. Mahala Douglas była pierwszą osobą, która weszła na pokład RMS Carpathia, wczesnym rankiem 15 kwietnia. Po jej śmierci w 1945 roku została pochowana obok męża.